# Калмикова Ольга Миколаївна
О́льга Микола́ївна Калми́кова (* 1913, Харків — † 1961, можливо, похована в Харкові) — українська тенісистка, багаторазова чемпіонка СРСР (зокрема, 1946 та в серпні 1947), 1948 — заслужений майстер спорту СРСР, тренер юнацької збірної УРСР, чемпіонка СРСР в змішаному розряді разом з Миколою Озеровим. Проживала в Києві.

## Життєпис
Закінчила Харківський ГІФК.
Представляла СК «Динамо», в післявоєнні роки в різних спортивних товариствах та відомствах Києва створюються тенісні секції, прилучилася до створення до всіх них без винятку, також розвивала теніс в Харківських гуртках; завдяки своєму спортивному авторитету розвивала захоплення ним (котрий в тодішньому СРСР був «буржуазним спортом»).
Діюча чемпіонка приходила до якогось певного колективу, створювала на громадських засадах секцію, по тому замість себе залишала котрогось зі своїх учнів.
Таким чином в Києві створюються тенісні секції на «Більшовику», «Медику», «Харчовику», де до її приходу й чути не хотіли про теніс.
Юнацька збірна УРСР під її керівництвом п'ять разів ставала чемпіоном СРСР — з 1950 по 1955 роки.
З огляду на «незручний» характер керівництво тогочасного українського тенісу після завершення спортивної кар'єри з допомогою «доброзичливців» позбавляють її тренерства юнацькою збірною.
В кінці 1950-х тяжко хворіє, однак все одно ще встигає на громадських засадах організувати при КБ Антонова нову секцію, туди запрошує своїх учнів Дмитра Бабія та Михайла Яновського.
З 1966 року розігрувався Кубок УРСР пам'яті О. М. Калмикової серед жіночих команд ДСО та відомств.
Серед її учнів — Беньямінов Герман Федорович.